# Tony Blackburn

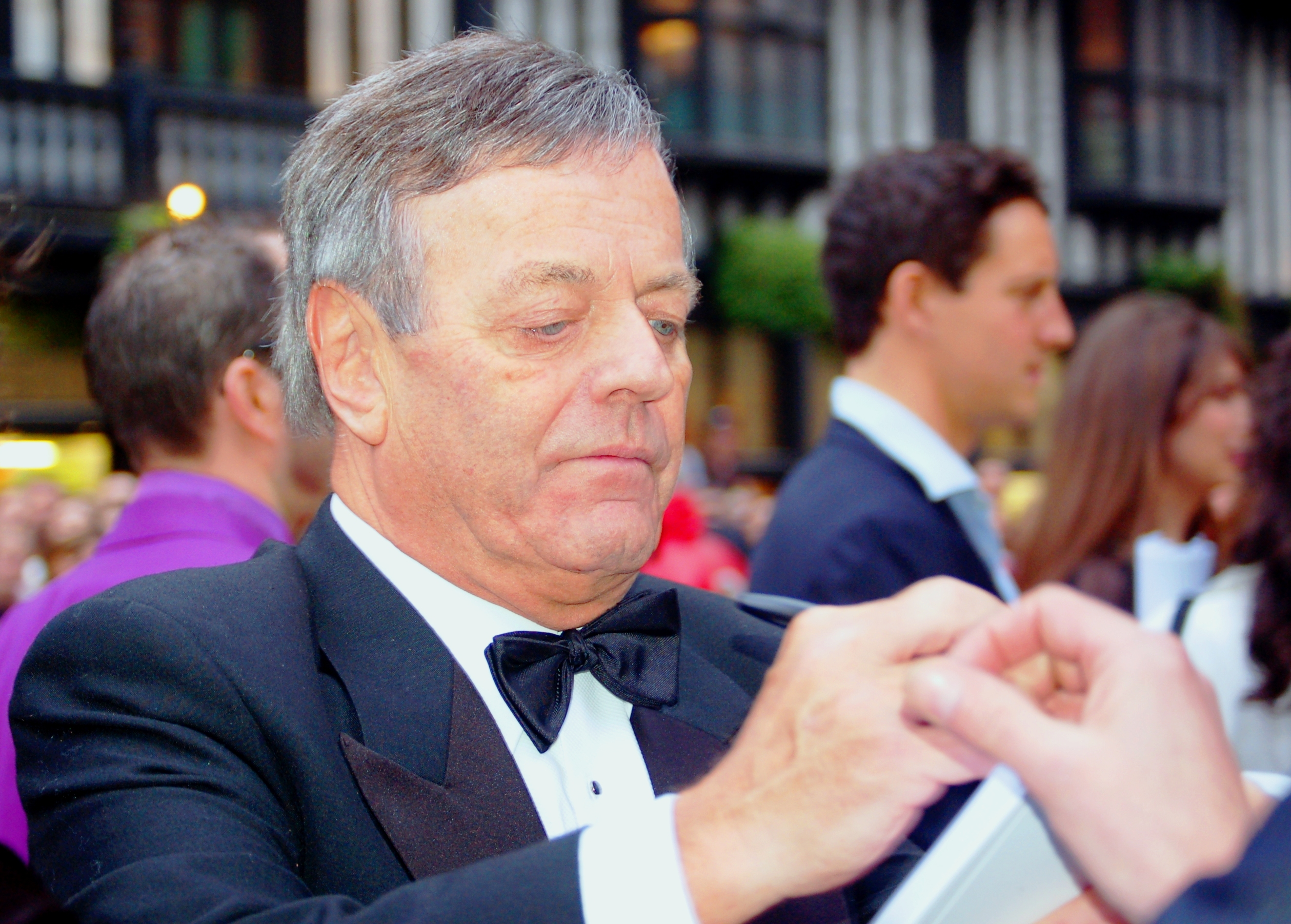
Tony Blackburn

Tony Blackburn (n. Antony Kenneth Blackburn, 29 ianuarie 1943, Guildford, Surrey) este un disc jockey britanic, care a transmis de pe stațiile de radio „pirat” Radio Caroline și Radio London în anii 1960, și care a fost primul prezentator la BBC Radio 1 în 1967. A lucrat la BBC Radio 1 timp de 17 ani.
Fiul unui medic și al unei casnice, Tony Blackburn a urmat cursurile școlilor Castle Court School din Parkstone, Poole, Dorset și Millfield School din Dorset. După terminarea liceului s-a înscris la Bournemouth Technical College, unde a studiat business.
A încercat să devină cântăreț și a scos 14 singleuri (unul ajungând până în Top 40 britanic), dar neavând prea mare succes comercial, și-a concentrat activitatea pe prezentarea muzicii altora la radio.
Din septembrie 1979 până în decembrie 1981 a fost prezentatorul programului Top 40 la Radio 1.
După ce a părăsit Radio 1, a lucrat ca prezentator la BBC Radio London, unde a prezentat în principal muzică soul, având invitați în studiou și prezentând muzică la cererea ascultătorilor. În 1988 s-a transferat la postul de radio Capital Gold, unde a stat până în 2002. După o scurtă perioadă la Jazz FM, Blackburn s-a întors la BBC London 94.9, lucrând în paralel și la postul de radio Classic Gold.
În 2002 a participat la prima ediție a reality showului „I'm a Celebrity... Get Me Out of Here!”, ediție pe care a câștigat-o.

## Cărți
Poptastic; My Life in Radio, Cassell Illustrated, 2007 (autobiografie)